# Alphonse Robert Thil
Alphonse Robert Thil dit Gaston Thil, né le 13 juillet 1875 à Poitiers et mort le 12 novembre 1954 dans le 14e arrondissement de Paris, est un dessinateur, graveur et lithographe français. 
Il a été résistant durant la Seconde Guerre mondiale puis maire de Montrouge et conseiller général de la Seine de 1945 à 1953.

## Biographie
Né de parents inconnus le 13 juillet 1875 à Poitiers, Alphonse Robert est adopté en 1890 à l'âge de 14 ans par Charles Eugène Marie Nicolas Thil et Louise Malvine Brouillard.
Son père adoptif, né le 17 octobre 1848 à Metz, est un enfant naturel de Marie Thil, rentière, fille de Nicolas Thil, perruquier à Metz, et de Barbe Malin. À l'issue de la guerre franco-prussienne, alors qu'il est maréchal des logis chef au 2e régiment du train d’artillerie, Charles Thil opte pour la nationalité française le 27 mai 1872. Il vit à Biard près de Poitiers en 1900 lors du mariage de son fils où il est cité comme gardien du champ de tir.
Alphonse Robert Thil se marie le 28 avril 1900 à Poitiers avec Marie Élisa Eudoxie Penard, couturière, née à Saint-Ciers-Champagne en Charente Maritime.
Le couple a un fils, Robert Thil, né le 23 janvier 1903 à Poitiers et décédé à Paris le 23 juin 1959. Il était domicilié au 277 bis rue Saint Jacques, dans le 5e arrondissement de Paris. Ancien lieutenant-colonel, il a été décoré de la Légion d’honneur en 1946 notamment pour des actions d'éclat de destruction de lignes ferroviaires et de sept chars allemands en 1944.
Alphonse Robert meurt le 12 novembre 1954 dans le 14e arrondissement de Paris et est inhumé le 15 novembre 1954 au cimetière de Montrouge. Il était domicilié au 12 rue Jules Guesde à Montrouge.

## Engagement politique et militaire
Alphonse Robert dit Gaston, membre de la SFIO et chef du comité d'action CGT, était membre du réseau Vélite-Thermopyles des FFC. Il était également agent de contact et membre du Comité local de Montrouge du réseau de la résistance Patriam Recuperare qui symbolise la résistance maçonnique et résistant au sein de La Ligue . Il était aussi éditeur et imprimeur du journal clandestin La Nouvelle République fondée en 1942 par Gustave Eychène .
Gaston et son fils Robert étaient tous deux résistants durant la seconde guerre mondiale et agents homologués des Forces Françaises Combattantes (FFC) et des Forces françaises libres (FFL). Robert était également membre des Forces françaises de l'intérieur (FFI).